# Technologiepolitik
Der Begriff Technologiepolitik bezeichnet alle politischen Aktivitäten der Planung, Entwicklung, des Einsatzes und der Evaluation von Technologie und steht dabei in Verbindung mit der Forschung und Entwicklung.
Die Abteilung Technologiepolitik war seit ihrer Gründung Teil des „Bundesministeriums für Bildung, Wissenschaft, Forschung und Technologie“. 1998 bis 2002 (Regierungswechsel zu rot-grün) wurde die Abteilung Technologiepolitik an das Wirtschaftsministerium abgeben und das Ministerium wurde in Bundesministerium für Bildung und Forschung (BMBF) umbenannt.

## Politikfeld
Technologiepolitik ist ein Politikfeld, das neben der Förderung von Forschung und Entwicklung auch die vielfältigen Maßnahmen zur Diffusion und Anwendung von neuen Technologien und der Bearbeitung von Folgeproblemen umfasst. Seit den 1980er Jahren wird daher auch von Technologiepolitik als einer Innovationspolitik gesprochen. Diese Tendenz lässt sich sowohl auf unterschiedlichen politischen Ebenen feststellen (z. B. regional als Technologiepark oder national als Nationales Innovationssystem) als auch auf der Ebene von international tätigen Unternehmen, die ihre Technologieentwicklung (F&E) stark auf die späteren Anwendungen und die Kundenbedürfnisse ausrichten. In der europäischen Technologiepolitik wird diese Orientierung seit Mitte der 1990er Jahre verstärkt verfolgt (Schaper-Rinkel 2003). Die Nationalstaaten konkurrieren miteinander um Tempo sowie Intensität der Entwicklung neuer Technologien und analysieren dabei zunehmend systematischer die Fördermaßnahmen konkurrierender Staaten.

## Instrumente
Das Ziel- und Handlungsspektrum der staatlichen Technologiepolitik wird sowohl qualitativ und quantitativ erweitert.
Das Spektrum von Instrumenten der Forschungs- und Technologiepolitik ist entsprechend vielfältig. Die Instrumente staatlicher Forschungs- und Technologiepolitik bestehen
- in der institutionellen Förderung (Großforschungseinrichtungen, Max-Planck-Gesellschaft, Fraunhofer-Gesellschaft, Hochschulen etc.),
- in finanziellen Anreizen (Programme mit FuE-Förderung und Verbundprojekten, Innovationsprogramme, Risikokapital) und
- in der Bereitstellung von Infrastrukturen und Unterstützung des Technologietransfers (Information und Beratung, Unterstützung von Kooperationen und Netzwerken).

Zu den Instrumenten im weiteren Sinne gehören die
- die öffentliche Nachfrage,
- die Organisation und Finanzierung des Diskurses (Langfristvisionen, Technikfolgenabschätzung, Awareness-Maßnahmen, Planungszelle),
- Aus- und Fortbildung (Initiierung und Förderung des Aus- und Aufbaus von Studiengängen und der Entwicklung von Ausbildungsberufen),
- Ordnungspolitik (Wettbewerbspolitik, Regulative Politik, Beeinflussung der privaten Nachfrage).

## Ziele
Als relativ unstrittige Zusammenfassung genereller Politikziele hat sich in den letzten Jahren das Konzept der Nachhaltigkeit durchgesetzt. Übertragen auf den Bereich der Technologiepolitik bedeutet dies die Orientierung an nachhaltigen Technologien, deren Entwicklung sich im Einklang mit den ökologischen, ökonomischen und sozialen Bedürfnissen der Anwender vollzieht.
In der Energie- und Infrastrukturpolitik steht das Ziel der Energiesicherheit zunehmend im Zentrum. Die Zugänglichkeit von Energieressourcen (Erdöl-, Ergasfelder etc.) und die Kontrolle ihrer technischen Verteilung (Pipelines etc.) ist ein Anliegen der Geopolitik. Technologiepolitik kann dabei wichtige Weichen stellen, etwa bei der Frage, ob zukünftig eher eine zentralistische oder eine dezentrale Energieversorgung gefördert wird und wie groß dabei die Abhängigkeit von ausländischen Rohstoffen ist.
Die Europäische Union hat sich darüber hinaus zum Ziel gesetzt:

„[…] die wissenschaftlichen und technologischen Grundlagen der europäischen Industrie zu stärken und ihre internationale Wettbewerbsfähigkeit zu verbessern.“

Dafür wurden unter anderem die Programme „Horizont 2020“ (8. EU-Rahmenprogramm für Forschung und Innovation für den Zeitraum 2014 bis 2020) und das Nachfolgeprogramm „Horizont Europa“ (Europäisches Rahmenprogramm für Forschung und Innovation) ins Leben gerufen. Die wissenschaftlichen und technologischen Grundlagen der Union sollen dadurch gestärkt werden, dass sich Forscher im europäischen Raum  freizügig entfalten und ihre wissenschaftlichen Erkenntnissen sowie Technologien frei austauschen, so dass alle Mitglieder davon profitieren können.

## Rundfunkberichte
- Alois Berger: Zukunftstechnologien – Europa ringt um gemeinsamen Kurs im Forschungswettlauf, Deutschlandfunk – Hintergrund 22. August 2018.